# Драјтулинг

Драјтулинг (енгл. Dry-tooling), представља вид рекреационог пењања по сувој стени или посебно уређеним деоницама на вештачкој стени уз помоћ бајли и дереза. Понекад се уместо комбинације планинарских ципела и дереза користе патике за спортско пењање – „пењачице“. Сврстава се у дисциплине планинарства а настао је из ледног односно мешовитог (лед и сува стена) пењања. 

## Историја
Настанак се везује за 1990.г. када је британски алпиниста Стив Хастон у Италији направио пешачке деонице: „Welcome to the Machine“, „009“, и „Empire Strikes Back“. У почетку су се као обезбеђење користили клинови за суву стену а данас искључиво спитови и болтови.

## Такмичења
Пораст интресовања за ову активност је изродио и такмичења. Прво светско такмичење је било у Глазгову у Шкотској у марту 2003.г. 

## Опрема
У почетку су се користиле стандардне бајле и дерезе за лед. С временом и искуствима са такмичења, бајле су изгубиле чекић односно мотичицу а добиле дорађену дршку. Дерезе су постале интегрални део специјалних ципела за драјтулинг и ледно пењање. На неким полигонима  се користи алат који уместо кљуна има кожну траку за качење на опримке. Тај алат се зове шмолц и далеко је безбеднији за пењача.

## Драјтулинг у Србији
Једини (за сад) активни полигон за драј тулинг се налази на Ади Циганлији на вештачкој стени. Постављен је 2014.г. а тренинге организује ПК Славија.